# Список армянских храмов на территории современного Азербайджана
На территории Азербайджана находится множество армянских храмов, принадлежащих апостольской, католической, евангелистской и другим церквам. В Азербайджане, начиная ещё с советских времён, проводится политика умалчивания, «албанизации»(см.фальсификация истории в Азербайджане) или уничтожения армянских памятников, храмов и кладбищ.

## Баку
- Церковь Св. Григория Просветителя, 1903 год — с 1990 года не действует
- Церковь Святой Богоматери, XVII век — снесена в 1992 году (сохранилась лишь нижняя часть колокольни)
- Кафедральный собор Святых Фаддея и Варфоломея — снесена в 1934 году
- Часовня Святого Воскресения на кладбище — снесена
- Армяно-лютеранская церковь[2] — снесена

## Гянджа
- Церковь Сурб Геворг, XIX век
- Церковь Сурб Григор Лусаворич
- Церковь Сурб Ованес Мкртич, 1633 год — филармония
- Церковь Сурб Саркис, XVI—XVIII века — библиотека
- Часовня Святого Югита — снесена[3]

## Ханкенди
- Собор Пресвятой Богородицы[англ.], 2009 г.

## Агдеринский район
- Монастырь Гандзасар, XIII век, село Ванклу[4]
- Монастырский комплекс Акобаванк, V—VII век рядом с селом Колатаг
- Монастырь Кошик анапат, XII век, 8 км от села Колатаг
- Монастырь Хатраванк, XII век, западнее села Козлу
- Монастырь Кусанац, XII век
- Монастырь Хорекаванк, V—XIII века

## Газахский район
- Монастырь Святого Саргиса на горе Гаг — полуразрушена (руины)
- Церковь Святого Вардана — кафе-бар[источник не указан 1712 дней]

## Геранбойский район
- Церковь Сурб Сурб Аствацацин, Гюлистан

## Гёйгёльский район
- Церковь, село Зурнабад[англ.][5]
- Церковь, село Шахрияр[англ.][5]
- Церковь Святого Минаса, XVII век, современный Аджикенд

## Дашкесанский район
- Церковь Святого Степаноса — полуразрушена (руины)
- Монастырь Святых Переводчиков — полуразрушена (руины)
- Церковь Святого Григория Просветителя, 1863 год, село Баян

## Кедабекский район
- Хунисаванк — практически разрушена (руины)
- Церковь Сурб Аменапркич (Св. Всеспасителя), или Большая церковь, в с. Карамурат
- Монастырь (скит) Аранц (Св. Отцов) в с. Карамурат
- Скит Кусанац (Девичий) рядом с с. Карамурат
- Церковь Сурб Геворг (Св. Георгия), г. Кедабек
- Церковь Сурб Аствацацин (Пресв. Богородицы), г. Кедабек
- Монастырь Сурб Саркис (Св. Саркиса), г. Кедабек
- Пустынь Чарека

## Кельбаджарский район
- Монастырь Дадиванк, XII—XIII века

## Лачинский район
- Монастырь Цицернаванк, IV век

## Нахичеванская Автономная Республика
На территории Нахичеванской Автономной Республики насчитывалось более 280 Армянских Апостольских церквей.
Неполный список Армянских Апостольских церквей на территории республики:
- Монастырь Св. Товмы, I—IV века, село Ашагы-Айлис (арм. — Агулис) — снесена
- Монастырь Св. Христофера, I—IV века, село Ашагы-Айлис (арм. — Агулис) — снесена
- Монастырь Св. Богоматри, I—IV века, село Ашагы-Айлис (арм. — Агулис) — снесена
- Монастырь Таргманчац, 1662 год, село Нургут[англ.] (арм. — Норакерт)
- Церковь Святого Григория, XII—XIII века, село Чалхангала[англ.] (арм. — Азнаберд)
- Церковь Св. Минаса, село Ашагы-Айлис (арм. — Агулис) — снесена
- Церковь Св. Шмавона, село Ашагы-Айлис (арм. — Агулис) — снесена
- Церковь Св. Ованеса, село Ашагы-Айлис (арм. — Агулис) — снесена
- Церковь Пресвятой Богородицы, XVII век, село Алиабад[англ.]
- Церковь Св. Акопа-Айрапета, село Ашагы-Айлис (арм. — Агулис) — снесена
- Церковь Св. Троицы, село Ашагы-Айлис (арм. — Агулис) — снесена
- Церковь «Амараин», село Ашагы-Айлис (арм. — Агулис) — снесена
- Церковь Св. Степаноса, село Мцгун — снесена
- Церковь Св. Ншана, село Парака — снесена
- Церковь Св. Егиа Маркерэ (Ильи Пророка), село Парака — снесена
- Монастырь Святого Акопа, XII—XIII века, село Парака — снесена
- Церковь Св. Шмавона, село Парака — снесена
- Церковь Св. Степаноса, село Парака — снесена
- Церковь, село Бохрут — снесена
- Монастырь Святого Месропа Маштоца, Месропаван (Насирваз) — снесена
- Монастырь Св. Богоматери, село Чанабаб (арм. — Цхна) — снесена[7]
- Церковь Св. Богоматери, село Навиш — снесена[8]
- Монастырь Св. Степаноса, село Навиш — снесена[8]
- Монастырь Св. Георгия, V век, город Ернджак — снесена[9]
- Монастырь Св. Товмы, 450 год, город Вананд — снесена[10]
- Церковь Святого Креста «Андзревабер», 1457 год, город Вананд — снесена[10]
- Церковь Св. Ованнеса, село Бердак — полуразрушена (руины)[11]
- Церковь Св. Богоматери, село Танакерт — снесена[12][13][14]
- Церковь, село Танакерт — снесена[12][13][14]
- Церковь, село Танкарет — снесена[12][13][14]
- Церковь, село Танакерт — снесена[12][13][14]
- Часовня, село Танакерт — снесена[12][13][14]
- Часовня, село Танакерт — снесена[12][13][14]
- Часовня, село Танакерт — снесена[12][13][14]
- Церковь Св. Богоматери, село Норашен (Норакерт), 952 год — снесена
- Церковь Св. Ованеса, село Норашен (Норакерт) — снесена
- Церковь Католическая, село Салитах — снесена
- Церковь Католическая Всех Святых, город Бананиар (Апаранер) — снесена
- Церковь Св. Георгия, село Абракунис (Апракунис) — снесена
- Монастырь Св. Карапета, село Абракунис (Апракунис) — снесена
- Монастырь Святого Георгия, село Абракунис (Апракунис) — снесена
- Церковь Святого Креста, село Абракунис (Апракунис) — снесена
- Церковь Святого Креста «Андзревабер», 1457 год, город Вананд — снесена
- Церковь, село Трунис — снесена[15]
- Церковь, село Трунис — снесена[15]
- Церковь, 1441 год, село Кахакик — снесена[16]
- Церковь Св. Георгия, XII—XIII века, село Нунис (Вобеванис) — снесена[17]
- Церковь, село Базмари — снесена[18]
- Монастырь Святого Креста, до XII века, село Базмари — снесена[18]
- Церковь, село Анмер (Азнамир) — снесена[19]
- Церковь, село Хурс — снесена[20]
- Монастырь Святого Креста, село Алаин (Вохои, Ахаецик) — снесена[21]
- Церковь Св. Степаноса, село Алаин (Вохои, Ахаецик) — снесена[21]
- Церковь Св. Богоматери, село Бист — снесена[22]
- Монастырь Сурб Ншан, V век, село Бист — снесена[22]
- Церковь Святого Геворга, 1869 год, Нахиджеван
- Церковь Святого Акопа, XII век, село Шорот[англ.]
- Церковь Святого Степаноса, XII—XIII века, село Нижний Агулис
- Монастырь Святого Степаноса (Кармир-ванк), V—VII века, Астапат
- Церковь Пресвятой Богородицы, XII—XIII века, село Агбулаг[англ.]
- Церковь Святого Акопа Айрапета, XI—XII века, село Верхний Агулис[англ.]
- Монастырь Пресвятой Богородицы, I век, село Верхний Агулис[англ.]
- Церковь Святого Григора, XII—XIII века, село Гах[англ.]
- Церковь Святого Григория, XII—XIII века, село Гёмюр[англ.]

## Ходжавендский район
- Монастырь Амарас, IV век[4]
- Церковь Спитак Хач (Белый крест), село Чинарлы
- Церковь Аменапркич (Всеспасителя), X век/XVIII-XIX века, село Сор
- Церковь Сурб Григор Лусаворич (Святой Григорий Просветитель), село Сор
- Часовня Минхоркен, село Сор
- Монастырь Гтич (Гтчаванк), XIII век, ущелье Гадрута
- Монастырь Шахках (Шахкахиванк), XIII век/XVII век, ущелье Гадрута
- Церковь Сурб Арутюн (Святого Арутюна), Гадрут
- Церковь Шинатехи Сурб Аствацацин (Святой Богородицы), 1635 г., Тагасер
- Церковь Кармир Ехци (Красная церковь; родовая усыпальница Мелик-Пашаянов), XIII век/XVI-XVII века
- Церковь Св. Григориса, XVII век, село Херхер
- Монастырь Мавас/Мамас, XIII век, Амарасская долина
- Бовурхани ванк[арм.], XVII век, 3 км от села Джамият
- Церковь Бри Ехци, V—VII века, село Хаци
- Монастырь Катарованк, IV—XVII века, вершина горы Дизапайт
- Церковь Святого Иоанна, XVII век, село Туг
- Монастырь Охты Дрни, V—VI века, Сусанлык
- Монастырь Бовурханаванк, XVII век, 3 км юго-западнее села Джамият
- Церковь Святого Стефана, 1747 год, село Тох Гадрутского района

## Ходжалинский район
- Церковь Пресвятой Богородицы[нем.], 2002 г., Аскеран

## Шабранский район
- Армянский храм, село Кильвар[23] — развалины[24] (сбитая надпись на армянском в портале храма[25])

## Шемахинский район
- Монастырь Св. Богородицы (Сурб Аствацацин) в Мейсари — точная дата постройки неизвестна. Известно лишь, что в 1680 году архимандритом Антонием монастырь был обновлён. С 1831 года, и по состоянию на 1852 год, монастырь Армянской апостольской церкви находился в запустении[26].
- Церковь Сурб Аствацацин в посёлок Мадраса — в полуразрушенном состоянии.

## Шушинский район
- Собор Сурб Аменапркич Казанчецоц, 1867—1887 года, город Шуша
- Церковь Св. Иоанна Крестителя (Канач Жам), город Шуша
- Церковь Агулецоц, город Шуша
- Церковь Мегрецоц, город Шуша
- Монастырь Кусанац (Девичий монастырь, Анапат), город Шуша